# Ibornia fumipennis
Ibornia fumipennis är en stekelart som först beskrevs av Morley 1926.  Ibornia fumipennis ingår i släktet Ibornia och familjen brokparasitsteklar. Inga underarter finns listade i Catalogue of Life.